# Haixem
Haixem (en hebreu: השם) és un terme hebreu que significa literalment: "El Nom". Es fa servir per evitar pronunciar el nom de Déu. Altres maneres d'evitar anomenar-lo és amb el tetragrama YHVH (format per les lletres hebrees iod hei vav he) i amb la paraula Adonai (‘Senyor’).
S'anomena simplement així, doncs, per preservar el tercer manament lliurat per Déu al profeta Moisès, el qual adverteix de no pronunciar el nom sagrat en va.
Aquest tercer manament es pot llegir en el text de Deuteronomi 5:11 «No prendràs el nom del Senyor el teu Déu en va; perquè Déu no tindrà per innocent a qui prengui el seu nom en va».
També es pot observar aquest mateix manament en el text d'Èxode 20:7.
Fer servir la paraula Haixem, és la manera que té el judaisme d'afirmar que l'únic nom que identifica realment al seu Déu és aquell que ni tan sols l'anomena, doncs consideren que res existent abasta la realitat de Déu.
En alguns textos jueus no es troba la paraula «Déu» sencera, sinó que substitueixen una lletra per un guió (D-u), de manera que el lector ni tan sols pensi en la paraula «Déu» en va.
Altres interpretacions atribueixen a la paraula Haixem, el significat de: "Jo sóc", aquesta va ser la resposta de Déu a Moisès, quan el profeta va demanar que digués el seu nom davant de l'esbarzer ardent a la muntanya d'Horeb.